# Ernest Marland

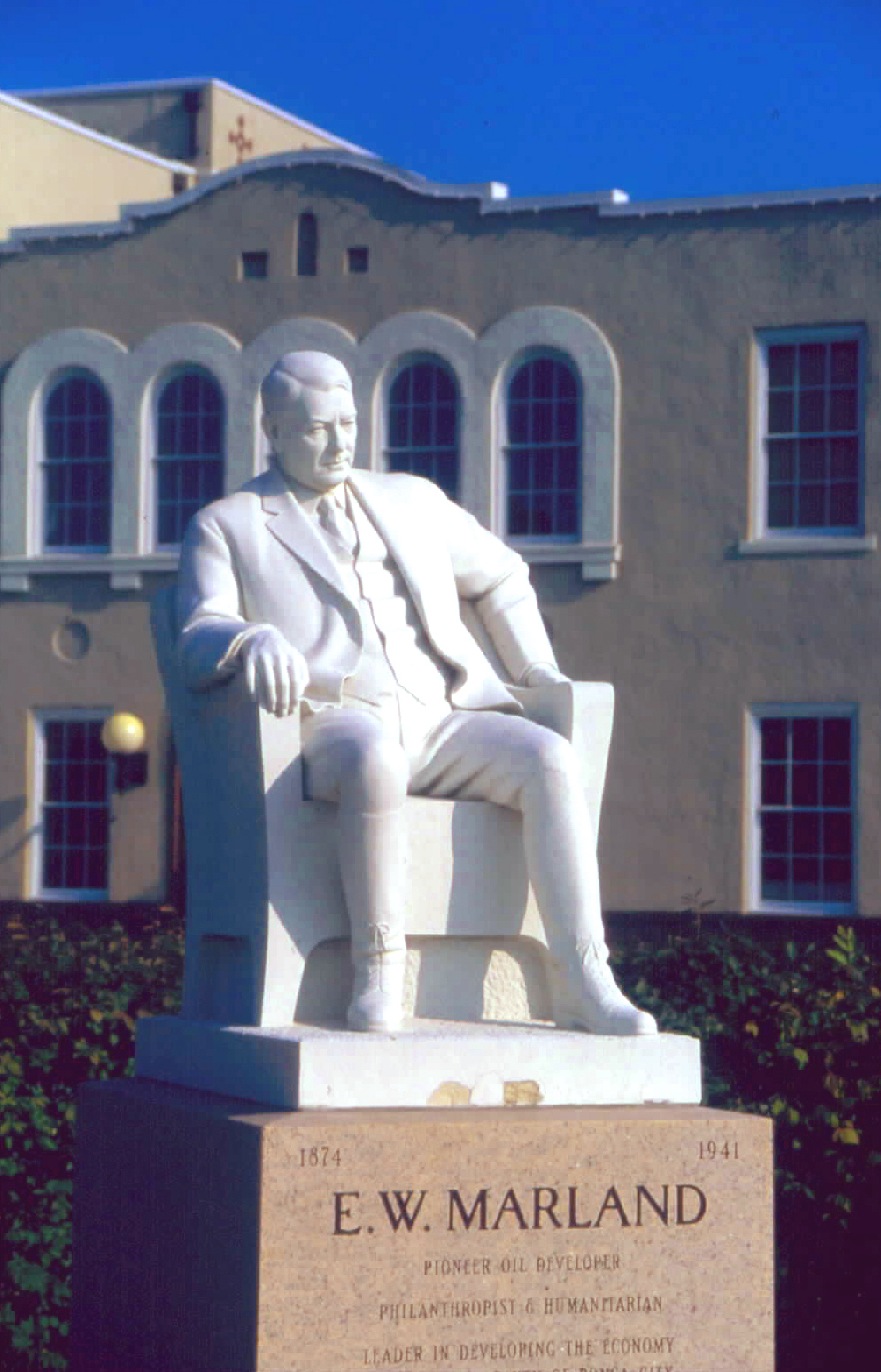
Statue von Ernest Marland in Ponca City

Ernest Whitworth Marland (* 8. Mai 1874 in Pittsburgh, Pennsylvania; † 3. Oktober 1941 in Ponca City, Oklahoma) war ein US-amerikanischer Politiker und von 1935 bis 1939 der zehnte Gouverneur des Bundesstaates Oklahoma.

## Frühe Jahre und Aufstieg in Oklahoma
Marland besuchte die örtlichen Schulen seiner Heimat und eine Privatschule in Rugby (Tennessee). Nach einem Jurastudium an der University of Michigan wurde er 1895 als Rechtsanwalt zugelassen. Daraufhin begann er in Pittsburgh in diesem Beruf zu arbeiten. Bald darauf stieg er in Pennsylvania, Ohio und West Virginia ins Ölgeschäft ein. Dort brachte er es sehr schnell zum Millionär. Während einer Wirtschaftskrise im Jahr 1907 verlor er allerdings sein gesamtes Vermögen.
Nach dem Verlust seines Vermögens zog er im Jahr 1908 nach Ponca City in Oklahoma, wo er erneut im Ölgeschäft Fuß fasste. Dort war er wieder sehr erfolgreich und bis zum Jahr 1920 hatte er erneut ein Millionenvermögen erwirtschaftet. Im weiteren Verlauf geriet er wiederum in wirtschaftliche Krisen und verlor sein Vermögen ein zweites Mal. Politisch war Marland Mitglied der Demokratischen Partei. Zwischen 1933 und 1935 saß er als Abgeordneter im US-Repräsentantenhaus. Dann wurde er zum Gouverneur seines Staates gewählt, wobei er sich mit 58:39 Prozent der Stimmen gegen den Republikaner William B. Pine durchsetzte.

## Gouverneur von Oklahoma
Marland trat sein neues Amt am 15. Januar 1935 an. In seiner vierjährigen Amtszeit arbeitete er an der Überwindung der Weltwirtschaftskrise. Er war von Anfang an ein Anhänger von Präsident Franklin D. Roosevelt und dessen New-Deal-Politik. In Oklahoma ergänzte er diese Maßnahmen noch. Es gelang ihm, über 90.000 neue Arbeitsplätze zu schaffen. Durch den Bau von Wasserkraftwerken wurden sowohl Arbeitsplätze geschaffen als auch die Energieversorgung des Landes verbessert. Das Schulsystem wurde ebenfalls verbessert und das Haushaltsdefizit verringert, allerdings nicht eliminiert. Marland warb auch außerhalb seines Staaten um die Gunst von Industriefirmen, die er zu Investitionen in Oklahoma bewegen wollte. In seiner Amtszeit wurde auch ein Bund zwischen den ölfördernden US-Staaten geschlossen (Interstate Oil Compact). Ein Ziel dieser Vereinigung war, den Ölpreis stabil zu halten. Schließlich wurde in Oklahoma auch noch eine Steuerreform durchgeführt. All das führte letztlich zur Überwindung der Wirtschaftskrise. Marland hatte noch weitere Pläne, die aber teilweise von der Legislative Oklahomas abgelehnt wurden.

## Weiterer Lebenslauf
Nach dem Ende seiner Amtszeit widmete sich Marland wieder dem Ölgeschäft. Er blieb aber weiterhin politisch aktiv. Bereits im Jahr 1936, also noch während seiner Zeit als Gouverneur, bewarb er sich erfolglos um einen Sitz im US-Senat. Ein weiterer Versuch, in den Kongress gewählt zu werden, scheiterte im Jahr 1940. Marland wurde in den 1920er Jahren auch für seinen Einsatz für ein Denkmal für amerikanische Pionierfrauen in Oklahoma bekannt. Er starb bereits 1941 an Herzversagen. Ernest Marland war zweimal verheiratet und hatte insgesamt zwei Kinder.